# مادر (ترانه حبیب)
«مادر» نام آهنگی از حبیب محبیان خواننده ایرانی است که در اولین آلبومش مرد تنهای شب قرار دارد. حبیب در مصاحبه‌ای که در سال ۲۰۰۵ با رادیو بی‌بی‌سی داشت دربارهٔ ساخت این آهنگ چنین گفت:
 حدود ۲۸ سال پیش، در همون شبی که مادر من فوت کرد، من یک شعر (شعری که هنوز کامل نشده) گفتم و بلافاصله بالای صحنه اون رو خوندم.— 
این اثر در ۳ ورژن و تنظیم متفاوت در آلبوهای مردتنهای شب ، کویر باور و در آلبوم جوونی ضبط شده است